# Pavel Dokládal
Mgr. Pavel Dokládal (* 3. března 1952 Jeseník) je český římskokatolický kněz, bývalý člen Sdružení katolických duchovních Pacem in terris, dlouholetý duchovní správce v Koclířově a představený Fatimského apoštolátu v České republice.

## Život
Vystudoval gymnázium a po maturitě v roce 1970 vstoupil do litoměřického semináře. Po skončení studií přijal dne 29. června 1975 v Brně kněžské svěcení. Posléze působil jako kněz v různých farnostech brněnské diecéze, od roku 1982 pak ve Šlapanicích, kde pořádal biblické hodiny pro dospělé a zavedl mše pro děti.
Do roku 1983 byl členem Sdružení katolických duchovních Pacem in terris. V roce 1987 byl v rámci jednání mezi Svatým stolcem a Československou socialistickou republikou navržen vládou ČSSR jako jeden z kandidátů na obsazení volných biskupských stolců s tím, že se může jednat o přijatelného kandidáta, u kterého lze předpokládat loyální postoje k tehdejší státní správě. Biskupem se ale nikdy nestal.
V roce 1990 začal vést Fatimský apoštolát v České republice a byl přeložen do Třebíče, kde později napomohl ke vzniku katolického gymnázia. Od roku 1995 je duchovním správcem farnosti v Koclířově, a to od 1. února 2008 jako tamní farář.
Je hlasitým kritikem Úmluvy Rady Evropy o prevenci a potírání násilí vůči ženám a domácího násilí a konzervativním odpůrcem stejnopohlavních manželství.

## Dílo
- Fatima a Panna Maria na konci druhého tisíciletí, Trinitas, Svitavy 1992, ISBN 80-900960-2-6
- Cesta k Bohu, Trinitas, Svitavy 1992, ISBN 80-900960-6-9